# Striking That Familiar Chord
"Striking that familiar chord" est un DVD du groupe de post-grunge et rock alternatif américain Puddle of Mudd, publié le 31 mai 2005 en Amérique du Nord (le premier septembre 2005 en France). Le concert principal, incluant des chansons des deux albums Come Clean et Life On Display, ainsi que la chanson « Abrasive » de l'album Abrasive (bien qu'elle ne soit pas mentionnée sur la boîte du DVD) et la chanson « Bleed » qui a été écrite pour la nouvelle version du film The Punisher, a été enregistré le 16 novembre 2004 dans le « Key Club » de San Diego. Le DVD contient également quatre chanson acoustiques enregistrées le 14 novembre à une chaîne de radio, ainsi que des commentaires sur certaines chansons. La durée totale du DVD est de 135 minutes.

## Liste des chansons du concert principal
1. Introduction + Control
2. Out of my head
3. Nobody told me
4. Drift and die (avec un solo de guitare d'un musicien invité)
5. Bleed
6. Spin you around
7. Blurry
8. Nothing left to lose
9. Bring me down
10. Abrasive
11. Away from me
12. Think
13. Cloud 9
14. Basement
15. She hates me

## Liste des chansons du set acoustique
1. Blurry
2. Think
3. Drift and die
4. Away from me

Site d'information francophone sur le DVD
Informations générales sur le DVD en anglais
D'autres informations sur le DVD en anglais